# Timkat
El Timkat (amárico "bautismo", también escrito Timket o Timqat) es la celebración de la Epifanía, el bautismo de Jesús en el río Jordán, entre los ortodoxos etíopes. Se celebra el 19 de enero (o el 20 en años bisiestos), equivalente al décimo día de Terr según el calendario etíope. El festival es conocido sobre todo por la representación ritual del bautismo (similar a las reconstrucciones llevadas a cabo por los numerosos peregrinos cristianos en Tierra Santa cuando visitan el Jordán); los primeros visitantes europeos confundieron estas actividades con el auténtico sacramento del bautismo y erróneamente lo usaron como un ejemplo de supuesto error religioso dado que los cristianos tradicionales creen en "un solo bautismo para el perdón de los pecados" (símbolo niceno).
Durante la ceremonia del Timkat, el Tabot, un modelo del Arca de la Alianza que está presente en todos los altares etíopes (de modo parecido al altar de piedra en Occidente), se envuelve en telas suntuosas y sale en procesión sobre la cabeza del sacerdote. El Tabot, que los laicos rara vez pueden observar aparte de en esta celebración, representa la manifestación de Jesús como Mesías cuando llegó al Jordán para el bautismo. La Divina Liturgia se celebra cerca de algún curso de agua manso o preferiblemente un estanque o piscina durante la madrugada (sobre las 2 a. m.) tras lo que se bendice el cuerpo de agua hacia el amanecer y se usa para rociar a los participantes, algunos de los cuales se meten en el agua y se sumergen para renovar simbólicamente sus votos bautismales. Pero la festividad no termina en ese momento; Donald Levine describía una celebración típica a principios de los 60:

Hacia medianoche del Día del Timqat una gran multitud se ha reunido en el sitio ritual después de que aquellos que volvieron a casa para dormir un poco regresaran; acompañan al arca sagrada de vuelta a la iglesia con una colorida procesión. El clero, que viste sotana y porta paraguas de muchas tonalidades, representa alegres canciones y bailes; los ancianos marchan solemnemente con sus armas ayudados por hombres de mediana edad que entonan largos y graves haaa hooo; los niños corren y juegan con palos. Vestidas con sus mejores galas las mujeres charlan animosas en su único verdadero día de libertad a lo largo del año. Los valientes jóvenes saltan arriba y abajo en animadas danzas, repitiendo incansables sones rítmicos. Cuando han devuelto la sagrada arca a su lugar de reposo todos vuelven a casa para los banquetes.